# 대우중공업
대우중공업(大宇重工業,영어: Daewoo Heavy Industries)은 1937년 6월 4일 설립된 조선기계제작소를 모태로 1976년 대우에 인수된 중공업체로 정부 주도의 중화학공업 중심 경제성장정책에 발맞춰 급속도로 성장 1990년대 세계적인 규모의 종합 중공업체로 발돋움하였으며, 당시 중장비는 물론 자동차, 항공, 조선, 철도 등에 이르는 각종 운송수단과 굴삭기, 지게차, 디젤엔진, 공작기계 등에 이르는 각종 기계를 생산하였던 업체다.

## 연혁
- 1937년 6월: 조선기계제작소 설립
- 1945년 8월: 정부에 귀속
- 1963년 5월: 한국기계공업(주) 설립
- 1964년 11월: 철도차량 사업 시작
- 1966년 3월: 증권거래소에 주식상장
- 1970년 8월: 독일 M.A.N사와 디젤엔진 기술제휴 협약 체결
- 1975년 7월: 한국산업은행 관리 체제에 돌입
- 1976년 10월: 사명을 한국기계공업(주)에서 대우중공업(주)로 변경
- 1977년 2월 일본 히타치 제작소와 기술 제휴.
- 1977년 12월 서울 지하철 1호선 국산조립 전동차 서울특별시 지하철본부에 납품.
- 1978년 2월 내연기관 연구소 설립.
- 1981년 11월 정밀공업 진흥의 탑 수상.
- 1984년 9월 용접용 로봇 개발.
- 1985년 1월 자체모델 솔라 굴삭기 개발.
- 1985년 6월 항공기(AX) 공장 준공.
- 1986년 11월 수출 1억불탑 수상.
- 1989년 12월 소결합금 공장 준공(인천공장).
- 1990년 2월 수평형 머시닝 센터(ACE-H100) 개발.
- 1991년 12월 미국 GROVE사와 CRANE 기술도입 계약 체결.
- 1992년 10월 고유모델 전동지게차 장영실상 대상 수상.
- 1993년 3월 그룹 차원의 세계경영 전략 채택.
- 1993년 6월 자기부상열차(DMV92) 개발.
- 1993년 10월 IR52 장영실상 수상.
- 1994년 5월 대전 연구센터 개소.
- 1994년 10월 대우조선공업 주식회사 흡수합병, 대우중공업 조선사업부문으로 재출범.
- 1994년 12월 굴삭기 기술 수출.(말레이시아 TING MING사)
- 1995년 8월 독일현지법인 DAEWOO BAUMACHINEN GmbH 설립.
- 1995년 11월 대형 트럭 신차 발표회.
- 1996년 11월 굴삭기 기술수출(인도 에스코트사).
- 1996년 12월 폴란드 디젤엔진 생산업체 ANDORIA S.A 지분 13% 인수.
- 1997년 1월 초정밀 가공기 개발.
- 1998년 1월 군산 엔진 연구동 준공.
- 1998년 4월 중국 연대공장 지게차 생산라인 구축.
- 1998년 9월 고속전철 객차 조립공장 준공.
- 1998년 11월 금탑산업훈장 수상(무역의 날).
- 1999년 3월 대우중공업 내 자동차 사업부문을 대우자동차(주)에 완전 양도.
- 1999년 6월 대우중공업 내 철도차량사업부문을 신설법인 한국철도차량(주)에 현물출자형식으로 양도.
- 1999년 7월 대우중공업 내 항공사업부문을 신설법인 한국항공우주산업(주)에 현물출자형식으로 양도.
- 1999년 8월 대우중공업 외 대우 계열 12개사 기업구조조정을 위한 금융기관 특별협약(워크아웃) 시행.
- 2000년 10월 23일 대우중공업(주) 주력사업부문인 종합기계부문을 대우종합기계(주)로, 조선부문은 대우조선해양(주)으로 분할. (구)대우중공업(주)은 청산을 위한 잔존법인이 됨.
- 2005년 4월 1일 파산 선고
- 2013년 11월 30일 대우중공업 완전 해체